# Эффект Голема
Эффе́кт Го́лема (англ. Golem effect) — психологический феномен, при котором более низкие ожидания, возлагаемые на отдельных лиц, либо руководителями, либо самим индивидуумом, ведут к ухудшению показателей индивидуума. Наиболее часто данный эффект был зарегистрирован в образовательной или рабочей среде. Является одним из типов самоосуществления пророчества.

## Происхождение термина
Название эффекта происходит от существа еврейской мифологии — голема. По преданию, изначально голем был создан для того, чтобы исполнять чёрную работу и защищать евреев в Праге, однако тот постепенно становился всё более и более коррумпированным, вплоть до откровенного неповиновения еврейской общине, из-за чего того пришлось уничтожить.
Эффект был назван в честь легенды о големе в 1982 году, психологами Бабадом, Инбаром и Розенталем, потому что явление «представляет интересы социологов и педагогов, которые сосредоточены на негативных последствиях самоосуществляющихся пророчеств».

## Эффект
Эффект Голема имеет похожие базовые принципы с его аналогом — Эффектом Розенталя. Так, Роберт Розенталь и Ленор Джекобсон поставили серию экспериментов с педагогами и учениками, которые показали, что ожидания преподавателей или руководителей так или иначе влияют на работу своих подопечных. Эффект наиболее подробно изучен в экспериментах, выполненных в общеобразовательных учреждениях.
Когда педагогу сообщается, что конкретный ученик является «гениальным» или же «умным», а другой — «глупым» или «неспособным», то внимание преподавателя концентрируется на «умных» учениках (на что указывает большее количество похвалы или внимания), из-за чего сами учащиеся начинают демонстрировать поведение и успеваемость в соответствии со своими ярлыками («умные» учащиеся проявляют больший успех в учёбе, относительно «глупых» учеников). В то время, когда эффект Розенталя и большинство исследований фокусируются на положительной стороне этого феномена, эффект Голема является его отрицательным проявлением. Наблюдатели с отрицательными ожиданиями на основании этого феномена будут непроизвольно вести себя так, чтобы ухудшить работу подопечных, а сами подопечные из-за этого начнут соответствовать ожиданиям наблюдателя. Когда наблюдатель и подопечный замечают низкую эффективность труда, отрицательные ожидания исполняются и подтверждаются, а само убеждение усиливается.
Вплоть до того момента, как Бабад, Инбар и Розенталь не исследовали эффект ожидания учителей (работодателя) и его влияние на производительность труда, они были сосредоточены на эффекте Розенталя. Хотя стоит принять во внимание и то, что Бабад на самом деле исследовал этот феномен в 1977 году, рассматривая учащихся с проблемами развития, но принято считать, что его основной работой по данной теме является статья от 1982 года, посвящённая эффекту Голема, из-за более обобщённого состава учащихся в его работе. Так, в отличие от предыдущих исследований, авторы выбрали трёх учеников с «высокими способностями» и трёх учеников с «низкими способностями» из каждого класса, вместо простого выбора трёх учащихся с «высокими способностями». В дополнение к воспроизведению эффекта Розенталя, авторы обнаружили эффект Голема. Так, преподаватели, которые были склонны к искажению информации и предвзятости, относились к ученикам с низким уровнем ожидания более строго, чем к ученикам с высоким уровнем ожидания. При этом учителя, не склонные к предвзятости, не показали никаких различий в отношении к ученикам с высоким и низким уровнем ожидания.
Хоть большая часть исследований, посвящённых эффекту Голема, как говорилось выше, и была сосредоточена на образовательном контексте, этот эффект также был замечен и изучен на рабочих местах. Исследование Шранка, которое предшествовало исследованиям Розенталя и Джекобсона, рассматривало летчиков военно-воздушной академии США. Автор исследования инициировал эффект маркировки, случайным образом распределяя студентов по одному из пяти классов, которые якобы обозначали уровень способности учащихся. Позже, Макнатт выполнил мета-анализ исследований и пришёл к выводу, что эффекты Голема и Розенталя сохраняются на рабочем месте на таком же уровне, как и в общеобразовательных учреждениях. Кроме того, исследования показывают, что эффект Голема способен влиять на работу целых организаций, а не только руководителей и их подчинённых.

### Абсолютный и относительный эффект
Психологи Дэвидсон и Иден предположили, что есть две различные категории эффекта Голема: абсолютный и относительный.
Абсолютный эффект возникает, когда люди, которые определены как «худшие» в своей группе, фактически недооценены. Для любого нормального распределения студентов или сотрудников, это может иметь место — всегда будут люди, которые не соответствуют стандартам группы.
Более опасной категорией феномена считается относительный эффект Голема. В этом случае, все индивидуумы будут находиться в единой группе на условно одинаковых позициях и ролях, однако поскольку всегда будет «более низкий уровень» даже для группы лиц, которые соответствуют стандартам этой группы, эффект Голема может ухудшить работу даже для высококвалифицированных специалистов. Дэвидсон и Иден предложили ряд «де-големизации» для оценки типа эффекта.

## Психологические механизмы
Хоть последствия, вызванные эффектом Голема, хорошо изучены и задокументированы, но механизмы, стоящие за ними, являются предметом частых споров среди исследователей.
Первая теория Виктора Врума гласит, что эффект происходит от теории ожидания. Теория гласит, что люди с большей вероятностью будут вести себя так, как они верят и то, что они ожидают от успешно выполненной работы. Когда начальник изначально устанавливает низкие ожидания на своего работника, подчинённому не требуется прикладывать усилия к своей работе, чтобы достичь ожидаемого результата, из-за чего падает производительность труда сотрудника.
Вторая теория Роу и О’Брайана гласит, что эффект Голема является результатом операционных издержек и теории агента. Согласно их версии, поскольку учителя следят за своими занятиями на предмет оппортунистического поведения, некоторые ученики могут воспринимать такой мониторинг как признак того, что учитель им не доверяет, и, в свою очередь, участвуют в оппортунистическом поведении, потому что по их мнению, оно ожидается от учащегося.
Хоть за время исследования феномена были предложены множество моделей самоисполняющихся пророчеств, включая эффект Голема, ни одна модель так и не была проверена эмпирически. Этот недостаток исследований особенно очевиден из-за того, что эффект Голема связан с другими устоявшимися теориями мотивации и концепциями организационного поведения, такими как самоэффективность, теорией обмена лидер-член и трансформационным лидерством.

## Методологические вопросы
В настоящее время существует относительно небольшое количество исследований, которые напрямую касаются эффекта Голема, и ещё меньшее количество научных учреждений, которые продолжают его исследовать. Существует множество вещей, указывающих на этот дефицит, но наиболее распространённая проблема связана с этическими проблемами, возникающими при рассмотрении негативных и потенциально вредных явлений. В частности, возникает проблема при попытке ввести в действие отрицательные ожидания у отдельных лиц, что теоретически повлечёт снижение их показателей. В связи с этим, из-за данных манипуляций возникает беспокойство по поводу возможного вредного, продолжительного воздействия на участников за пределами исследования. Данные эффекты могут происходить либо от участника, который знает, что он показал плохие результаты, чем другие, либо от негативной оценки руководителя. С другой стороны, участники в положении превосходства, которыми манипулировали, чтобы получить отрицательные ожидания, могут чувствовать себя виноватыми, обращаясь по-другому с остальными участниками уже после эксперимента, каким бы ни был полученный эффект.
Тем не менее, есть основания полагать, что опасения по поводу проведения исследований эффекта Голема могут быть не совсем обоснованными, о чем свидетельствуют несколько исследований, которые были успешно направлены на явное измерение эффекта. Например, Фельдман и Прохаска использовали подчинённых военных, чтобы выявить негативные ожидания от лиц, выступающих в роли учеников или учителей. При этом были исключены этические проблемы субъектов, которые должны быть прямыми «жертвами» эффекта Голема. Позже, Оз и Иден провели исследование, в котором лидеры военных отрядов были дифференцированы по условиям лечения и контроля. В условиях лечения, руководителями отрядов манипулировали так, чтобы они полагали, что низкие результаты теста на физическую подготовленность не свидетельствуют о неспособности подчиненного, в то время как условия контроля над подчинёнными не включало манипуляций с их стороны. Таким образом, эффект Голема был косвенно измерен, путем теоретического создания «буфера» от феномена в условиях лечения. Так, экспериментаторы никогда не создавали эффект Голема у своих участников. Скорее, они измерили естественный эффект Голема по сравнению с группой лечения.
Существуют доказательства того, что даже исследования, которые непосредственно создают и измеряют эффект Голема у участников, все еще очень жизнеспособны и могут быть воспроизведены советами по этике и другими регулирующими органами. Рейнольдс разработал исследование, в котором инструкторы по курсу управления водным транспортом пришли к выводу, что им были назначены ученики с низкими или с высокими показателями на основе предварительного теста, хотя фактическое назначение было случайным и произвольным. Исследователь смог продемонстрировать эффект Голема от этих манипуляции ещё на пост-тесте (в котором «менее эффективные» ученики фактически показали худшие результаты, а «более эффективные учащиеся» — лучше) показав, что вполне возможно производить исследования, которые измеряют эффект более прямым и контролируемым образом с использованием регулирующих органов. Однако такие исследования, к сожалению, все еще крайне скудны в современных исследованиях данного феномена.

## Эффект Пигмалиона
Эффект Пигмалиона (Розенталя) пользуется гораздо большим объёмом исследований и литературы. Это скорее всего связано с тем, что этот феномен не связан с этическими проблемами изучения эффектов Голема. Хотя эффект Пигмалиона был детально изучен с использованием экспериментальных и квазиэкспериментальных проектов, из-за методологических проблем, связанных с эффектом Голема, большинство выводов, сделанных по эффекту Голема, были сделаны из корреляционных данных исследований Пигмалиона.

### Межкультурные эффекты
Недавние исследования эффекта Розенталя изучали феномен в разных культурных условиях, которые ранее не изучались. К примеру, в недавнем исследовании изучалось, как японские гуманитарные работники, размещенные в разных странах мира, воспринимают и взаимодействуют с местными организациями, с которыми они консультировались. Исследователи нашли поддержку концепции того, что когда гуманитарные работники придерживались более позитивного восприятия своих местных коллег, наблюдались более высокие уровни организационной деятельности их работы. Такие результаты поднимают вопрос о том, будут ли эффекты Голема также наблюдаться в таких мультикультурных условиях и предоставляют широкие возможности для будущих исследований.

### Обратный эффект Голема
Многие организации начали сталкиваться с новой проблемой в отношениях начальника и подчинённого: более старший сотрудник по возрасту подчиняется руководителю младшего возраста. Ожидается, что эта конкретная ситуация будет возникать все чаще и чаще, поскольку поколение бэби-бумеров достигает пенсионного возраста. Таким образом, имеется прекрасная возможность для изучения влияния ожиданий пожилых сотрудников и их восприятия младших руководителей, феномен, который был назван как Обратный Пигмалион. При этом, обратный эффект Пигмалиона не является синонимом эффекта Голема. Как в обычных эффектах Пигмалиона и Голема, ожидания руководителя влияют на производительность труда подчинённого, в то время как в обратном эффекте Пигмалиона и Голема ожидания подчиненного влияют на производительность руководителя в силу их возраста. На сегодняшний день было мало исследований по этому вопросу, однако одно исследование показало, что по сравнению с более молодыми работниками, работники старшего возраста с более молодыми руководителями ожидают меньшего от своих руководителей и, следовательно, оценивают свое лидерское поведение как более низкое, чем в других условиях. Хоть это исследование и ссылается на эффект, изучаемый как Обратный Пигмалион, оно, похоже, также подтверждает вероятность существования эффекта Обратного Голема, поскольку негативные ожидания подчиненных в отношении руководителей могут, следовательно, оказывать негативное влияние на поведение руководителя. Это может быть примером «обратного» явления из-за того, что типичный эффект Голема работает в направлении ожидания руководителя вплоть до поведения подчиненных. Тем не менее, необходимы дополнительные исследования, чтобы полностью и строго проверить такие предположения.

### Контрастные эффекты
Также были высказаны опасения по поводу того, что эффект Пигмалиона может быть артефактом межличностных контрастных эффектов. Экспериментально сосредотачивая высокие ожидания на группе исследования, контрольная группа (которая обычно не подвергается манипуляциям в исследованиях Пигмалиона) естественно воспринимается с более низкими ожиданиями. Таким образом, воспринимаемое различие между людьми становится движущей силой, а не только высокими ожиданиями. Однако Иден продемонстрировал, что эта проблема не была поддержана путем манипулирования целыми группами (в этом случае отдельные военные отряды случайным образом получают эффект Пигмалиона вопреки контрольного статуса); он обнаружил, что эффект Пигмалиона все еще наблюдался за рамками каких-либо контрастных эффектов, о чем свидетельствуют более высокие средние показатели групп с лидерами, которые получили манипуляции с эффектом Пигмалиона по сравнению с контрольной группой. Для исследования эффекта Голема было бы очень важно выяснить, не влияют ли эффекты на межличностные контрастные эффекты с помощью аналогичных групповых исследований.

## Последствия
Эффект Голема имеет большое количество последствий для различных групп и организаций: от школ до спортивных игр и многомиллионных корпораций. Государственные образовательные системы, вероятно, хорошо знакомы с эффектами Голема в форме противоречий, связанных с системами оценивания знаний, которые были почти полностью убраны в некоторых образовательных системах из-за их неэффективности и вредных последствий. В то время как системы оценивания сильно различаются от школы к школе из-за стандартов учителей и самой программы, сообщение, направленное многим учащимся, помещенным в особые корректирующие школы и классы, было сообщением о низких ожиданиях, что в соответствии с исследованиями Голема, привело к снижению производительности и поведения.
Существует также большое значение для эффекта Голема в спорте, где тренер (начальник) должен часто оценивать свои внешние проявления ожиданий по отношению к отдельным товарищам по команде (подчиненным), чтобы гарантировать, что он/она не получает эффект Голема. Такие негативные посылы могут существенно повлиять на производительность игроков. Таким образом, для тренеров гораздо более эффективно возлагать большие надежды на всех членов команды, чтобы использовать силу эффекта Пигмалиона.
Наконец, есть кое-что, что можно сказать о влиянии Голема на бесправных и стигматизированных демографических групп в обществе, таких как бездомные, умственно отсталые и другие группы, на которые часто смотрят свысока. Из-за низких ожиданий, часто возлагаемых на людей в этих группах обществом в целом, есть основания полагать, что такие люди страдают от последствий эффекта Голема по-настоящему и со значительным наносящим им ущербом.